# Burcot (Worcestershire)
Burcot – wieś w Anglii, w hrabstwie Worcestershire, w dystrykcie Bromsgrove. Leży 22 km na północny wschód od miasta Worcester i 161 km na północny zachód od Londynu.